# Ашар Бернардус
Ашар Бернардус (нід. Ashar Bernardus; 21 грудня 1985, Віллемстад, Кюрасао) — нідерландський футболіст, півзахисник клубу Кюрасао «Сентро Домінгіто» та збірної Кюрасао. До цього футболіст грав також у складі збірної Нідерландських Антильських островів та збірної Бонайре.

## Клубна кар'єра
Ашар Бернардус розпочав виступи на футбольних полях у 2003 році в клубі Кюрасао «Вікторі Бойс». У 2006 році він перейшов до іншого клубу з рідного острова «Сентро Сосіал Депортіво Барбер». У кінці 2008 році Бернардус кілька місяців грав за арубанський клуб «Брітаннія», після чого повернувся до «Сентро Сосіал Депортіво Барбер», у якому грав до 2012 року. У 2013 році Ашар Бернардус став гравцем іншого клубу Кюрасао «Сентро Домінгіто», у якому грає на кінець 2021 року, за виключенням кількох місяців у 2018 році, які він провів у нідерландському аматорському клубі «Геркулес» з Гааги.

## Виступи за збірну
У 2006 році Ашар Бернардус дебютував у складі збірної Нідерландських Антильських островів, за яку до 2008 року зіграв 5 матчів. У 2011 році, після розпуску збірної Нідерландських Антил, Бернардус дебютував у складі збірної Кюрасао. У цьому ж році футболіст зіграв також 2 товариських матчі у складі збірної Бонайре. У складі збірної Кюрасао Бернардус став переможцем Карибського кубка 2017 року. У складі збірної Ашар Бернардус був учасником розіграшу Золотого кубка КОНКАКАФ 2017 року в США. У 2017 році футболіст завершив виступи у складі збірної Кюрасао, загалом зіграв у її складі 15 матчів, у яких відзначився 5 забитими м'ячами.

## Титули і досягнення
- Переможець Карибського кубка: 2017